# Friedrich August Nietzsche (Rechtswissenschaftler)
Friedrich August Nietzsche (auch Friedrich Nietzsche; * 1795 in Nebra; † 16. Februar 1833 in Leipzig) war ein deutscher Rechtswissenschaftler.

## Leben
Über Nietzsches Herkunft und Ausbildung ist nur bekannt, dass er von 1806 bis 1810 die Klosterschule Roßleben besuchte. Am 2. Dezember 1816 bestand er das juristische Examen und wurde als Advokat zugelassen. Im Frühjahr 1822 erhielt er als Sekretär eine Anstellung an der Geheimen Finanzkanzlei in Dresden, im März 1823 bei der Kanzlei des Appellationsgerichts Dresden. Dort wurde er 1826 auch mit dem Fiskalat betraut. Schon in dieser Zeit trat er mit rechtshistorischen Forschungen in Erscheinung, 1827 als Mitarbeiter der Hallischen Allgemeinen Literaturzeitung.
Nietzsche wurde 1830 sowohl von der Juristischen Fakultät der Universität Rostock als auch von der Juristischen Fakultät der Universität Greifswald die Ehrendoktorwürde (Dr. iur. h.c.) verliehen.
Nietzsche erhielt mit Ministerialdekret vom 15. August 1831 die Ernennung als außerordentlicher Professor der Rechte an der Universität Leipzig, auf die er am 29. Oktober 1831 von der Fakultät verpflichtet wurde. Am 3. November 1831 wurde er schließlich unter Verteidigung seines Commentatio juris Germanici de Praelocutoribus zum Dr. iur. promoviert. 1833 sah ihn der Senat der Leipziger Universität als ordentlichen öffentlichen Professor für das heimische Prozessrecht vor. Allerdings erlebte er diese Beförderung nicht mehr, da er im Februar 1833 an einem Leberleiden starb.

## Werke (Auswahl)
- Kritische Besprechung des Sachsenspiegels oder des sächsischen Landrechts nach der Berliner Handschrift von 1369 von Dr. C. G. Homeyer. In: Hallische Allgemeine Literaturzeitung, 1827, S. 689–742.
- Programma de iuris Livonici fontibus, Goethe, Leipzig 1831.
- Commentatio iuris germanici de prolocutoribus, Goethe, Leipzig 1831 (Online).